# Feminicidas del campo algodonero
Los Feminicidas del campo algodonero es el nombre mediático con el que se conoce a una pareja mexicana de asesinos seriales, constituida por: Edgar Ernesto Álvarez Cruz y José Francisco Granados de la Paz (n. 1979). Estuvieron activos entre 1993 y 2003, en Ciudad Juárez, Chihuahua, México. Según declaraciones de Francisco Granados, secuestraron, torturaron, violaron y asesinaron a por lo menos 8-10 mujeres jóvenes. De acuerdo a la Procuraduría General de Justicia del Estado de Chihuahua, ellos cometieron por lo menos 14 feminicidios, correspondientes a 8 cadáveres encontrados en un campo algodonero en los márgenes de la ciudad y 6 más encontrados en el monte Cerro Negro también aledaño a la ciudad.

## Antecedentes

### Aprehensión de Francisco Granados
Francisco Granados era un consumidor asiduo de cocaína, poseía un largo historial criminal en Estados Unidos, constituido por delitos de bajo impacto principalmente entrada y residencia ilegal en el país y consumo y posesión de sustancias ilícitas; se tiene registros de que la primera aprehensión de Francisco se efectuó en 1995, cuando tenía 14 años, bajo los cargos de estancia ilegal en el país y resistencia al arresto.
En 2003, José Francisco Granados de la Paz fue detenido por última vez por la policía de El Paso, Texas, los "Texas Rangers", bajo el cargo de estancia ilegal en el país.

### Confesiones
Estando bajo custodia de la policía texana, en 2006, Granados confesó haber participado en por lo menos 10 asesinatos de mujeres, perpetrados entre 1993 y 2003. En sus declaraciones indicaría que él no fue plenamente consciente de lo que hizo ya que cometió los asesinatos estando drogado:

"... le platiqué a unos primos. Un primo me compró una pizza y me preguntó qué tenía; le dije que era por las muertas de Juárez, que me sentía usado y que fui amenazado siendo menor de edad y drogado con Roche dos. Le conté que yo había matado a dos mujeres. Me miró y me dijo: ‘No es cierto, no me digas nada...
Granados de la paz, Francisco José; conferencia de prensa en 2008.

Identificó a Edgar Ernesto Álvarez Cruz como el presunto autor intelectual de entre 10 y 17 asesinatos. Mencionó también la participación de un tercer hombre, Alejandro Delgado Valles alías "El Calas",- este último sería exonerado.- Indicó que Edgar Álvarez solía proporcionarle drogas para cometer los crímenes, por ello no recordaba con exactitud los hechos.

## Crímenes
Según declaraciones de Francisco Granados, las mujeres eran secuestradas o llevadas con engaños a áreas despobladas en los márgenes de la ciudad dentro del automóvil de Álvarez Cruz, un Renault de modelo ochentero, ahí las amarraban y violaban, solían mutilarlas y asesinarlas en medio de rituales satánicos presididos por Edgar Álvarez quien solía disectar los corazones de las víctimas. Los cuerpos eran sepultados o simplemente abandonados en lotes baldíos, algunos fueron enterrados en la casa del propio Edgar Álvarez, en pesquisas posteriores un cadáver fue exhumado dentro del terreno de la vivienda de Álvarez.

### Posibles víctimas
En su confesión Granados identificó a 6 mujeres asesinadas e hizo mención a una sexta y séptima víctimas a las cuales identificó parcialmente solo bajo sus supuestos nombres:
- Mayra Juliana Reyes Solís.
- Esmeralda Herrera Monreal.
- Laura Berenice Ramos Monárrez.
- Claudia Ivette González.
- Verónica Martínez Hernández.
- Guadalupe Luna de la Rosa.
- Rosario («Chayito»): supuestamente ella habría muerto al ser arrollada intencionalmente por Álvarez con su auto.[13]

## Las pruebas en esta sección

### Intervención de la Corte Interamericana de Derechos Humanos
La intervención de la Corte Interamericana de Derechos Humanos se da a partir de la solicitud por parte de los familiares de las víctimas, las cuales interpusieron una demanda en contra del Estado Mexicano, motivada por la falta de respuesta del mismo.
En el año 2005 la Corte Interamericana aprueba y admite el caso, y en enero de 2007 acumula los expedientes de: Claudia Ivette González, Esmeralda Herrera Monrreal y Laura Berenice Ramos Monárrez, quienes fueron las víctimas, cuyos cadáveres fueron encontrados en el campo algodonero de Ciudad Juárez.
En fecha 16 de noviembre de 2009, la corte emite sentencia en contra del Estado Mexicano.
De la sentencia que fue emitida podemos resaltar las siguientes recomendaciones:
1. Conducir debidamente el proceso penal.
2. Reconocer públicamente su responsabilidad internacional.
3. Develar un monumento en memoria de las víctimas.